# Гордеева, Валентина Антоновна
Валентина Антоновна Гордеева — советский хозяйственный, государственный и политический деятель, Герой Социалистического Труда.

## Биография
Родилась в 1918 году в Петрограде. Член ВКП(б).
С 1937 года — на хозяйственной, общественной и политической работе. В 1937—1975 гг. — телеграфистка, участница Великой Отечественной войны, бригадир бригады телеграфистов Бобруйского городского узла связи, Заслуженный связист БССР.
Указом Президиума Верховного Совета СССР от 18 июля 1966 года присвоено звание Героя Социалистического Труда с вручением ордена Ленина и золотой медали «Серп и Молот».
Умерла после 1985 года.